# 北條愁子
北條 愁子（ほうじょう しゅうこ、1971年3月2日 - ）は日本のアナウンサー（テレビ金沢→テレビユー福島→フリー）。
岩手県水沢市（現・奥州市）出身。岩手県立水沢高等学校、國學院大學経済学部卒業。ニチエンプロダクション所属。

## 略歴
- 大学在学中に、東西ドイツ統一直後のドイツ・ベルリンへ留学。
- 1995年1月17日、阪神・淡路大震災の日にテレビ金沢に初出社[2]。
- 1998年、テレビ金沢退社。米国・コロンビア大学国際公共政策大学院、School of International and Public Affairs (SIPA)にて、ジャーナリズム・国際政治経済を学ぶ[2]。
- 2002年、コロンビア大学国際公共政策大学院修士課程修了。国際関係学修士号（MIA)を取得。テレビ朝日ニューヨーク支局リポーターを1年間務める[2]。
- 2004年、アメリカ留学から帰国。酒処でもある金沢でのアナウンサー時代に取得した 日本酒利き酒師の資格を生かし、利き酒師としても活動。
- 2006年、テレビユー福島に契約アナウンサーとして入社[2]。
- 2008年3月、渡辺康幸（早稲田大学競走部監督（現・住友電工陸上部監督））と結婚[3]。7月、テレビユー福島退職[2]。
- 2009年1月、男児出産。フリーアナウンサーとして活動。

## 人物
TOEIC（940点）、SSI認定日本酒利き酒師、宅地建物取引主任士、書道5段の資格を所持している。

## 作品

### 映像作品
- 女子アナ出題!Theご当地問題DVD&カード（2007年9月27日、タカラトミー）

## 出演番組

### テレビ金沢時代
- テレビ金沢ニュースプラス1メインキャスター[2]
- 2時間ワイドじゃんけんぽんメイン司会[2]

### テレビユー福島時代
- グーテン（2006年4月3日 - 2008年6月27日）
- ふくしま駅伝（2006年 - 2007年）
- 福島検定
- なすびの目八丁耳八丁 他、各種ナレーション。

### フリーアナウンサー時代
- ものスタMOVE（2011年2月28日 - 2012年3月30日、テレビ東京）キャスター[2]
- 7スタLIVE（2012年4月 - 2014年3月、テレビ東京）リポーター[2]
- 吟醸スタイル（BSフジ）日本酒ナビゲーター[2]
- ビューティフルライフ!〜美容サービスが変える高齢者福祉〜（2016年、BS-TBS）対談MC[2]

## CM
- 第一三共ヘルスケア、「クリーンデンタル」密着篇（2017年）キャスター 役[2]
- キューサイ、「コラリッチEX」（2018年）通販番組MC 役[2]